# Черемисина, Майя Ивановна
Ма́йя Ива́новна Череми́сина (30 сентября 1924 — 5 декабря 2013) — советский и российский лингвист, доктор филологических наук, профессор Новосибирского государственного университета, главный научный сотрудник Института филологии СО РАН, заслуженный деятель науки РФ; глава новосибирской синтаксической школы. Труды по общей и русской лексикологии, теории синтаксиса, синтаксису русского языка и языков коренных народов Сибири.

## Биография
Раннее детство прошло в семье деда, известного киевского профессора-физика де Метца. Сестра — Т. И. Заславская.
Окончила филологический факультет МГУ (1947); работала в вузах Томска (под руководством А. П. Дульзона), Тулы, Пекина. Кандидатскую диссертацию защитила в Московском городском педагогическом институте имени В. П Потёмкина на тему «Система иносказаний в очерках М. Е. Салтыкова-Щедрина За рубежом» (1960, рук. С. М. Бонди).
С 1965 г. — в Новосибирске, совмещая преподавание в Новосибирском государственном университете (сначала на отделении математической лингвистики, после его закрытия — на отделении филологии) с работой в Институте истории, филологии и философии (в настоящее время самостоятельный Институт филологии) СО РАН, где заведовала сектором языков народов Сибири; затем — главный научный сотрудник этого сектора. Докторская диссертация на тему «Сложные сравнительные конструкции русского языка» (1974). С 1975 — профессор кафедры общего и русского языкознания НГУ, в 1994 г. стала также первым заведующим созданной по её инициативе кафедры языков и фольклора народов Сибири, где продолжала работать до смерти.
Похоронена на Южном кладбище Новосибирска (квартал 28).

## Вклад в науку
Лингвистическая деятельность М. И. Черемисиной началась с исследования русского синтаксиса; в этой области ей была разработана оригинальная теория структуры сложного предложения и смежных конструкций, в целом близкая к идеологии функционального синтаксиса. Занималась также исследованиями лексической семантики и синонимии, в том числе в рамках популярных в 1960-е гг. статистического и формально-логического подходов. С середины 1970-х гг. в её исследованиях начинает доминировать типологическая проблематика: составив масштабную программу сопоставительного изучения синтаксических конструкций в алтайских, уральских и палеоазиатских языках Сибири, она становится главой продуктивной научной школы, включающей в том числе и исследователей из числа представителей коренных народов Сибири; под её руководством защищено более 40 диссертаций. Центральными для теории М. И. Черемисиной являются введённые ею понятия «полипредикативной конструкции» и «элементарного простого предложения», на базе которых впервые выделен и описан так наз. «алтайский тип» подчинительных конструкций. Методы и терминология синтаксической школы М. И. Черемисиной и в настоящее время широко используются при описании этих языков её многочисленными учениками и последователями.

## Общественная позиция
В 1968 году подписала «письмо сорока шести» против нарушения законности на судебном процессе над правозащитниками в Москве в 1968 году, известном как «дело четырёх».

## Основные публикации
- Сравнительные конструкции русского языка. Новосибирск: Наука, 1976.
- Некоторые вопросы теории сложного предложения в языках разных систем. Новосибирск: НГУ, 1979.
- Предикативное склонение причастий в алтайских языках. Новосибирск: Наука, 1984 (соавторы: Л. М. Бродская, Л. М. Горелова и др.)
- Структурные типы синтетических полипредикативных конструкций в языках разных систем. Новосибирск: Наука, 1986 (соавторы: Л. М. Бродская, Е. К. Скрибник и др.)
- Очерки по теории сложного предложения. Новосибирск: Наука, 1987 (соавтор Т. А. Колосова).
- Языки коренных народов Сибири: Учебное пособие. Новосибирск: НГУ, 1992.
- Теоретические проблемы синтаксиса и лексикологии языков разных систем. Новосибирск: Наука, 2004 (издание включает важнейшие избранные статьи, автобиографический очерк М. И. Черемисиной и библиографию её научных работ). — ISBN 5-02-029726-7